# 金運路駅
金運路駅（きんうんろえき）は上海市嘉定区に位置する上海地下鉄13号線の駅である。

## 駅構造
- 島式ホーム1面2線の地下駅。全ての列車が一旦、引上線で折り返し乗車専用ホームから発車する。

## 駅周辺
- 江橋万達バスターミナル駅
- 上海市行政管理学校

## 歴史
- 2012年12月30日 - 乗客をのせての試運転として仮開業[1]

## 隣の駅
上海軌道交通
■ 13号線
金運路駅 - 金沙江西路駅